# Rubellatoma rubella
Rubellatoma rubella är en snäckart som först beskrevs av Kurtz och William Stimpson 1851.  Rubellatoma rubella ingår i släktet Rubellatoma och familjen kägelsnäckor. Inga underarter finns listade i Catalogue of Life.